# La zapatera prodigiosa
La zapatera prodigiosa: farsa violenta en dos actos és una obra de teatre de Federico García Lorca que va ser estrenada en 1930. En ella l'autor ofereix una obra de perfil clàssic, inspirada en l'esperit femení, a mesura que es desenvolupa, es transforma en una al·legoria de l'ànima humana.

## Argument
Un matrimoni per conveniència i la lluita d'una dona entre la seva realitat i els seus veritables desitjos, intenta deixar en evidència com l'ésser humà es debat entre allò que li presenta la destinació i el que ell desitja íntimament des del més profund de la seva ànima. També la història tracta sobre la relació entre aquests i les seves discussions.
L'obra tracta d'una dona jove casada amb el seu marit per conveniència, per això la seva actitud cap al sabater no és de tendresa. Al principi parla del seu marit amb menyspreu i diu no estar enamorada d'ell, ja que el matrimoni el van decidir terceres persones. La sabatera somia amors impossibles.
Al poble, la gent parla malament d'aquesta jove, sobretot les veïnes i, per tant, La Sabatera té molt mala fama, li canten cobles amb menyspreu, ella se sent sola i només té un gran afecte al Nen, que obre la seva actuació en l'obra rebent el regal d'un ninotet.
El sabater és infeliç, es va casar amb la sabatera als cinquanta-tres anys i no havia tingut cap esposa abans, és un home bo i pacífic, tracta bé a la seva dona encara que es deixa portar per l'opinió dels altres i és bastant generós amb tothom.
L'obra tanca el primer acte amb la notícia de la marxa del marit. El Nen parla amb la sabatera i li conta que el seu marit s'ha anat (per culpa de tot el que diuen d'ella al poble.)
La sabatera ha de tirar endavant treballant a la taverna. L'alcalde del poble segueix parlant amb sorna de la sabatera. Aquest personatge ha estat casat quatre vegades i li tira floretes i proposicions a la jove.
El nen és amb l'única persona del poble amb qui es porta bé la sabatera, com ella no pot tenir fills propis, el tracta com si fos fill seu i tots dos s'estimen.
Passa el temps i un dia apareix al poble un titellaire contant històries i entretenint la gent. Aquest personatge és el marit disfressat que en parlar amb la sabatera s'adona que la vol i la troba a faltar.
Mentrestant a la plaça del poble es barallen dos homes i totes les veïnes diuen que és per culpa de la sabatera. Aquests Mossos queden ferits per una navalla i totes les veus acusen la dona del sabater de la greu baralla.
El sabater fent-se passar per titellaire estranger, descobreix com n'estima la seva dona. Li demana perdó per haver-la abandonat, i es reconcilien

## Personatges
Sabatera: És una jove noia, d'uns divuit anys. Vestida de color verd en el primer acte i vermella encesa en el segon acte. A vegades apareix una mica antipàtica però és degut a la seva infelicitat, lluita contra el que li envolta. Al principi tracta el seu marit amb despit, però quan el sabater marxa s'adona que sí que li estima.
Zapatero: és un home de cinquanta-tres anys, fins que es va casar amb la sabatera no va tenir una altra esposa. No li agraden els escàndols, és pacífic i tracta bé a la seva dona però es va deixar influir pels altres. Descendia d'una família de caballerizos, per tant no d'una bona família. Era ric i li van convèncer per a casar-se. Ell creia que no estimava a la sabatera però s'adona que vol a la seva dona.
Alcalde: és un personatge masclista i groller, parla burlant-se i amb sorna. Vesteix de blau fosc, gran capa i llarga vara de comandament rematada amb caps de plata. Ha estat casat quatre vegades i li diu floretes a la sabatera.
El nen: és dolç i sincer, li agrada estar a casa de la sabatera perquè la vol, i li dona de berenar, juga amb ell i li fa regals. És l'única persona del poble amb qui es porta bé la sabatera, li tracta com si fos el seu fill. És el nen el que descobreix al sabater disfressat.
Les veïnes: en l'obra de teatre surten diverses i sempre s'estan ficant amb la sabatera, critiquen tot el que fa, fins i tot li tiren la culpa que el seu marit s'hagi anat. També la fan culpable que els dos mossos es matessin. La sabatera sempre està barallant-se amb totes les veïnes (Veïna Vermella, Veïna Habitada, Veïna Negra, Veïna Verda, Veïna Groga).
Altres personatges: beata 1r, beata 2n, sagristà, l'autor, donya Merla, mosso de la faixa, mosso del barret.

## Representacions
L'obra va ser estrenada al Teatro Español de Madrid el 24 de desembre de 1930, dirigida per Cipriano de Rivas Cherif.
Els intèrprets d'aquesta primera representació van ser: Margarita Xirgu (sabatera), Alejandro Maximino (sabater), Matilde Fernández (nen), José Cañizares (alcalde), Femando Porredón (donya Merla), Fernando Venegas (mosso), Julia Pachelo, Mimí Muñoz i Pascuala Mesa (veïnes).
En la dècada de 1930 tornaria a interpretar-se a Espanya en diverses ocasions com en 1935, per la companyia de Lola Membrives en el Teatre Coliseum de Madrid, amb un elenc de intéreptes que inclouen a Helena Cortesina, Cándida Losada i Magda Rotger, amb Alejandro Maximino repetint paper.
Haurien de passar més de 20 anys perquè, durant la Espanya de Franco, tornés als escenaris. Seria en 1957 en una sessió de teatre llegit, a càrrec del Teatro Español Universitario. Tres anys després, la família de l'autor aixecava la prohibició de representar l'obra de Lorca en teatres comercials en sòl espanyol, autoritzant la posada en escena de La zapatera prodigiosa a Teatro Eslava de Madrid.
En 1965 el director Alfredo Mañas la va portar al Teatro Marquina de Madrid, interpretada per Amparo Soler Leal i Guillermo Marín. El mateix Mañas va repetir muntatge 20 anys després, amb Fernando Delgado i Laura García Lorca, neboda de l'autor.

## Inspiració
García Lorca es va inspirar en la també granadina Agustina Gonzalez López "la Zapatera", per al personatge protagonista d'aquesta obra i per al personatge d'Amelia en La casa de Bernarda Alba, ja que ella es feia dir amb aquest nom, que utilitzava també per a signar els seus escrits. Natalia Dicenta va rebre el Fotogramas de Plata a la millor labor teatral de 1994 per la seva representació al Teatro Madrid dirigida per Luis Olmos.